# Björn Andersson
Björn Andersson (20 de julho de 1951) é um ex-futebolista sueco que atuava como zagueiro.

## Carreira
Andersson competiu na Copa do Mundo FIFA de 1974, sediada na Alemanha, na qual a seleção de seu país terminou na quinta colocação dentre os 16 participantes.